# Knooppunt Malence
Knooppunt Malence (Sloveens: Razcep Malence) is een van de vier knooppunten in de ringweg van de Sloveense hoofdstad Ljubljana. Op het knooppunt kruist de A1 naar Maribor en Koper met de A2 naar Kranj en Novo Mesto.
Het knooppunt is uitgevoerd als een half sterknooppunt. 
| Aansluitende wegen           | Aansluitende wegen     | Aansluitende wegen  | Aansluitende wegen | Aansluitende wegen |
| ---------------------------- | ---------------------- | ------------------- | ------------------ | ------------------ |
|                              |                        | A1 richting Maribor |                    |                    |
|                              |                        |                     |                    |                    |
| A1A2 richting Koper en Kranj | A2 richting Novo Mesto |                     |                    |                    |
|                              |                        |                     |                    |                    |
|                              |                        |                     |                    |                    |

Dolga Vas · 
Dragučova · 
Draženci · 
Gabrk · 
Koseze · 
Kozarje · 
Malence · 
Nanos · 
Slavček · 
Slivnica · 
Srmin · 
Zadobrova